# Драфт НБА 1954
Драфт НБА 1954 року відбувся 24 квітня. 9 команд Національної баскетбольної асоціації (НБА) по черзі вибирали найкращих випускників коледжів. В кожному з раундів команди могли вибирати гравців у зворотньому порядку до свого співвідношення перемог до поразок у сезоні 1953–1954. Драфт складався з 13-ти раундів, на яких вибирали 100 гравців.

## Нотатки щодо виборів на драфті і кар'єр деяких гравців
Балтимор Буллетс під першим номером вібрав Френка Селві з Університету Фурмана. Другий номер вибору, Боб Петтіт з Державного університету Луїзіани, введений до Зали слави. У свій перший сезон він виграв звання новачка року.

## Драфт
| Поз.    | G        | F       | C         |
| Позиція | Захисник | Форвард | Центровий |

| ^ | Позначає гравців, обраних у Баскетбольну залу слави Нейсміта                                                        |
| * | Позначає гравців, які взяли участь принаймні в одній грі матчу всіх зірок НБА і потрапили до Збірної всіх зірок НБА |
| + | Позначає гравців, які взяли участь принаймні в одній грі матчу всіх зірок НБА                                       |
| # | Позначає гравців, які жодного разу не грали в регулярному сезоні НБА або плей-оф                                    |

| Раунд | Вибір | Гравець         | Позиція | Громадянство | Команда НБА          | Коледж            |
| ----- | ----- | --------------- | ------- | ------------ | -------------------- | ----------------- |
| 1     | 1     | Френк Селві+    | G/F     | США          | Балтимор Буллетс     | Фермен            |
| 1     | 2     | Боб Петтіт^     | F/C     | США          | Мілвокі Гокс         | ЛСЮ               |
| 1     | 3     | Джін Шу*        | G       | США          | Філадельфія Ворріорз | Меріленд          |
| 1     | 4     | Дік Розенталь   | G/F     | США          | Форт-Вейн Пістонс    | Нотр-Дам          |
| 1     | 5     | Того Палацці    | G/F     | США          | Бостон Селтікс       | Голі Кросс        |
| 1     | 6     | Джонні Кер+     | F/C     | США          | Сірак'юс Нешиналз    | Іллінойс          |
| 1     | 7     | Том Маршалл     | G/F     | США          | Рочестер Роялз       | Західний Кентуккі |
| 1     | 8     | Джек Тернер     | G/F     | США          | Нью-Йорк Нікс        | Західний Кентуккі |
| 1     | 9     | Ед Калафат      | F/C     | США          | Міннеаполіс Лейкерс  | Міннесота         |
| 2     | 10    | Боббі Леонард   | G       | США          | Балтимор Буллетс     | Індіана           |
| 2     | 11    | Боб Меттік#     | C       | США          | Мілвокі Гокс         | Оклахома A&M      |
| 2     | 12    | Ларрі Костелло* | G       | США          | Філадельфія Ворріорз | Ніагара           |
| 2     | 13    | Арнольд Шорт#   | G       | США          | Форт-Вейн Пістонс    | Оклахома Сіті     |
| 2     | 14    | Ред Моррісон    | F/C     | США          | Бостон Селтікс       | Айдахо            |
| 2     | 15    | Дік Фарлі       | G/F     | США          | Сірак'юс Нешиналз    | Індіана           |
| 2     | 16    | Борис Начамкін  | F       | США          | Рочестер Роялз       | НЙУ               |
| 2     | 17    | Річі Герін^     | G       | США          | Нью-Йорк Нікс        | Іона              |
| 2     | 18    | Ел Б'янкі       | G       | США          | Міннеаполіс Лейкерс  | Боулінг Грін      |

## Інші вибори
Цих гравців на драфті НБА 1985 вибрали після другого раунду, але вони зіграли в НБА принаймні одну гру.
| Раунд | Вибір | Гравець        | Позиція | Громадянство | Команда НБА          | Коледж            |
| ----- | ----- | -------------- | ------- | ------------ | -------------------- | ----------------- |
| 3     | 24    | Джим Такер     | F       | США          | Сірак'юс Нешиналз    | Дюкейн            |
| 3     | 26    | Дон Аньєлак    | F       | США          | Нью-Йорк Нікс        | СВ Стейт          |
| 4     | 29    | Філ Мартін     | G       | США          | Мілвокі Гокс         | Толедо            |
| 4     | 30    | Чак Ноубл+     | G       | США          | Філадельфія Ворріорз | Луїсвілл          |
| 4     | 34    | Арт Споулстра  | C       | США          | Рочестер Роялз       | Західний Кентуккі |
| 5     | 43    | Бо Еріас       | F       | США          | Рочестер Роялз       | Ніагара           |
| 6     | 47    | Боб Карні      | G       | США          | Мілвокі Гокс         | Бредлі            |
| 6     | 52    | Ред Девіс      | F/C     | США          | Рочестер Роялз       | Сент Джонс        |
| 8     | 67    | Дон Білке      | C       | США          | Форт-Вейн Пістонс    | Valparaíso        |
| 9     | 80    | Дік Гармейкер* | G/F     | США          | Міннеаполіс Лейкерс  | Міннесота         |
| 11    | 95    | Джим Пекссон   | G/F     | США          | Рочестер Роялз       | Дейтон            |
| 13    | 100   | Джо Голап      | F       | США          | Філадельфія Ворріорз | Джордж Вашингтон  |